# حمزه الکواکبی
حمزه الکواکبی (انگلیسی: Hamza El Kaouakibi؛ زادهٔ ۲۲ مهٔ ۱۹۹۸ در ایتالیا) بازیکن فوتبال اهل مراکش است.
از باشگاه‌هایی که در آن بازی کرده‌است می‌توان به باشگاه فوتبال پیستویزه اشاره کرد.
وی همچنین در تیم ملی فوتبال زیر ۲۰ سال مراکش بازی کرده‌است.